# Birch Street Gym
Birch Street Gym ist ein US-amerikanischer Kurzfilm von Stephen Kessler aus dem Jahr 1991, der für einen Oscar nominiert war.

## Inhalt
Eine Gruppe von Rentnern tritt einem Boxverein bei, in der Hoffnung, dadurch dem eintönigen Leben im Altersheim entfliehen zu können. Tatsächlich steigern die Aktivitäten im Verein das Selbstwertgefühl der alten Herrschaften. Der 74-jährige Jack, der erleichtert ist, nicht mehr den ganzen Tag der Langeweile im Heim ausgesetzt zu sein, ist verrückt genug, den Hünen Rocco herauszufordern, um mit ihm um die Vereinsmeisterschaft zu kämpfen. 
Rudy, der Vereinspräsident des Birch Street Gym, hat jedoch Probleme anderer Art durch die Mitgliedschaft der älteren Leute, da offizielle Stellen seinen Club mit der Begründung schließen wollen, dass sich die älteren Herrschaften durch die Ausübung dieses Sports selbst gefährden würden.
Jack kann den Kampf gegen Rocco zwar nicht gewinnen, schlägt sich aber sehr gut, und kann eine Entscheidung nach Punkten erzwingen. Kurz darauf schließen die Behörden das Studio. Jack und seine Mitstreiter haben jedoch gelernt, ihr Leben zu leben und sich nicht damit abzufinden, aufs Abstellgleis geschoben zu werden. 

## Auszeichnung
1992 wurden Stephen Kessler und Thomas R. Conroy für und mit dem Film in der Kategorie „Bester Kurzfilm“ für den Oscar nominiert.